# XTE J1650-500
XTE J1650-500は銀河系内、さいだん座のX線源である。アメリカ航空宇宙局 (NASA) ゴダード宇宙飛行センターによって、観測史上最小のブラックホールに特定された。（2008年4月現在）
XTE J1650-500 は、2001年に高エネルギー観測衛星 XTE (X-ray Timing Explorer) によって発見された。今回、ゴダード宇宙飛行センターの研究チームによって特定され、質量が太陽の3.8倍、直径が約25kmで、これまで最小だったブラックホールの 6.3M☉ を下回った。

## 注
1. 1 2 3  Staff (2003年4月7日). “EQ J165001.0-495745 -- Low Mass X-ray Binary”.   Centre de Données astronomiques de Strasbourg. 2008年4月7日閲覧。
2. ↑  Robert Naeye "NASA Scientists Identify Smallest Known Black Hole" - NASA>
3. ↑  XTE - 宇宙情報センター(JAXA)